# Microsoft Japón
Microsoft Japan  oficialmente conocido como Microsoft Japan Company Limited (日本マイクロソフト株式会社, Nihon Maikurosofuto Kabushiki Kaisha), es una filial de Microsoft basado en Japón, con sede central en Shinagawa, Tokio.

## Historia
En 1978, Kazuhiko Nishi, un fundador de ASCII Publisher, se hizo amigo de Bill Gates. En 1979 fundó ASCII Microsoft (株式会社 ア ス キ ー ・ マ イ ク ロ ソ フ ト) como el único distribuidor de los productos de Microsoft en Japón. En 1980, ASCII obtuvo 1.200 millones de yenes de ventas al licenciar Microsoft BASIC. Fue el 40 por ciento de las ventas de Microsoft, y Nishi se convirtió en el vicepresidente de ventas de Microsoft para el Lejano Oriente. En 1983, ASCII y Microsoft anunciaron MSX. En 1984, ASCII Microsoft se fusionó con ASCII.
Sin embargo, Microsoft fundó su propia subsidiaria en Japón, Microsoft Kabushiki Kaisha (マ イ ク ロ ソ フ ト 株式会社, MSKK), y disolvió la asociación con ASCII en 1986. Fue porque Gates quería que Microsoft se hiciera público en la Bolsa de Nueva York, y también se opuso a Nishi en la diversificación de ASCII. Susumu Furukawa (古 川 享), quien también era miembro de ASCII, se convirtió oficialmente en el primer presidente de Microsoft Kabushiki Kaisha. Tras la ruptura de la asociación con  Microsoft, ASCII mantuvo los derechos del MSX.
En octubre de 1986, MSKK anunció el proyecto AX que era una iniciativa informática japonesa para permitir que las PC de IBM manejaran el texto japonés. El AX no pudo entrar en el mercado japonés de PC debido a su costo y al menor software disponible.
En octubre de 1990, IBM Japón anunció el DOS / V. Poco después del anuncio, Furukawa obtuvo un contrato con IBM Japón para recibir el código fuente de DOS / V. MSKK suministró su propio DOS / V para el fabricante de PC.
Para la adaptación japonesa de Windows 3.1, MSKK y Ricoh desarrollaron dos fuentes TrueType japonesas, MS Gothic y MS Mincho. Tomó dos años y retrasó la adopción japonesa de Windows 3.1. Sin embargo, se convirtió en la primera versión exitosa de Windows en Japón.
En 1998, la Comisión de Comercio Justo de Japón informó a Microsoft de un comercio injusto que Microsoft obligó a los fabricantes de computadoras personales a combinar con Excel y Word en contra de la solicitud de un paquete con Excel e Ichitaro.
Microsoft Japan realizó una semana laboral de prueba de 4 días en el verano de 2019, otorgando a los trabajadores vacaciones pagadas los viernes. Al mismo tiempo, redujo la duración de la mayoría de las reuniones de una hora completa a media hora, y limitó la asistencia a cinco empleados. Durante la duración de la prueba, la compañía informó un aumento del 40% en la productividad y una reducción del 23% en los costos de electricidad.

## Productos

#### Microsoft Hagaki Studio
Microsoft Hagaki Studio (マイクロソフト はがきスタジオ, Microsoft Postcard Studio) es un software de postal descontinuado para imprimir nengajo (postal de Año Nuevo). El software se lanzó solo en Japón de 1997 a 2006. Proporcionó la ruta de actualización de otros competidores como Fudemame (筆 ま め) y Fudeoh (筆 王), pero Microsoft Hagaki Studio 2007 fue la última versión del software.

## Eventos
El 13 de mayo de 2005, Yoshihiro Maruyama presentó la videoconsola Xbox 360 al público nipón.

## Patrocinio
De 2004 a 2009, la compañía patrocinó la Copa Microsoft, un torneo de rugby de fútbol disputado por los mejores equipos japoneses de la Top League.